# Turner & Townsend
Turner & Townsend Partners LLP er en britisk multinational ingeniørvirksomhed med hovedkvarter i Leeds. Virksomheden er specialiseret i projektledelse, projektstyring, diverse konsulentydelser indenfor byggeri og anlæg.
Turner & Townsend blev etableret i 1946. I dag har de 125 kontorer i 48 lande.
I 2021 blev 60 % af virksomheden opkøbt af det amerikanske ejendomsselskab CBRE.